# Хусни аль-Барази
Хусни аль-Барази (араб. حسني البرازي‏‎; 1895, Хама, Османская Сирия, Османская империя — 1975, Турция) — сирийский политический деятель курдского происхождения, премьер-министр Сирии (19 апреля 1942 — 10 января 1943).
Учился в Константинополе, имеет степень доктора Сорбоннского университета.

## Политическая деятельность
Во время французского мандата аль-Барази принял участие в сирийской оппозиции против французского господства. В 1926 году он был арестован за свою оппозиционную деятельность и был выслан в Ливан. После возвращения в Сирию в 1928 году он баллотировался на парламентских выборах и был избран членом парламента Сирии.
Он был назначен министром культуры с 1934 по 1936 год, потом стал губернатором Искендеруна с 1936 по 1938 год. В апреле 1942 году он был назначен премьер-министром, но был отстранён от занимаемой должности и изолирован со стороны французских властей в январе 1943 года, после чего он снова переехал в Ливан.

## Падение, изгнание и смерть
Аль-Барази вернулись в Сирию в 1946 году и оставался членом парламента за все военные перевороты, которые имели место с конца сороковых годов до середины пятидесятых годов. Во время этого периода он был обвинен в заговоре против государства и несколько раз подвергался аресту.
В 1954 году, когда он находился в поездке в Турцию, он был обвинён в заговоре против Сирии и был приговорён к смертной казни. В конце 60-х аль-Барази был помилован по старости, но никогда не вернулся в Сирию. Он оставался в изгнании в Ливане и Турции, где он и умер в 1975 году.